# Häståstjärnen, Hälsingland
Häståstjärnen är en sjö i Ovanåkers kommun i Hälsingland och ingår i Testeboåns huvudavrinningsområde. Häståstjärnen ligger i Stormyran-Grannäsen Natura 2000-område.